# The Megatons
The Megatons est un groupe de rockabilly français, originaire de la région parisienne.

## Biographie
Formé en 2008 par Didac et Steph, le groupe est inspiré du rock 'n' roll de la fin des années 1950 et début des années 1960 : Buddy Holly, Mickey Hawks, Bobby Fuller, Tony Casanova, Bobby Lollar, Johnny Kidd, The Ventures. Dans la lignée du rock français des Jokers ou du rock anglais des Playboys, The Megatons se disent également influencés par des groupes actuels de Whiterock tels que Rip ’em Ups, Hot Rhythm and Booze ou Hi Winder.
Ancien leader des Bad Hangover, Didac forme The Megatons avec Steph ancien des Jokers. Le style est du Whiterock avec un premier album, Hydrogen Bomb en 2011 enregistré et produit chez Rock Paradise. Un an plus tard, en 2012, ils sortent leur deuxième album Wild Wild Party, enregistré au mythique studio Electrophonic Recordings sur du matériel d’époque des années 1950 et produit chez White Lightning Records.
Ils participent entre le 6 et 8 septembre 2013 au Rock’n’Roll Festival au Disney Village, à Chessy, en Seine-et-Marne. À la fin 2017, le groupe participe au huitième festival du tatouage d'Allassac.

## White Lightning Records
Proche du label Rock Paradise, The Megatons sont les créateurs de leur propre label, White Lightning Records, qui produit tous leurs disques mais aussi d’autres groupes et des inédits d’époque ou du rockabilly revival des années 1980, Johnny Fay and the Blazers, et The Jokers.

## Influences
Influencées par les univers hot rod américains des années 1950 réalisées par des carrossiers comme les Frères Barris, Darryl Starbird, Alexander Brothers, Ed Roth et beaucoup d’autres, leurs compositions traitent d’histoires de cœur malheureuses, d’intrigues policières, de brèves de comptoir, d’épopées mécaniques…  Elles sont traditionnellement mêlées en concert avec des reprises vitaminées de rock 'n' roll de la fin des années 1950 et début des années 1960. The Megatons effectuent une cinquantaine de concerts par an dans les cafés-concerts, festivals musicaux et lors d'événements bikers.

## Membres actuels
- Charlie - guitare, chant
- Didac - guitare solo, chœurs
- Steph - basse
- Dom - batterie, chœurs
- Jerry - saxophone

## Discographie

### Albums studio
- 2012 : Wild Wild Party
- 2013 : Wild Man

### EP
- 2011 : Hydrogen Bomb

### Compilations
- 2011 : The French Rockabilly Scène 2 (produit par Rockers Kulture et Tony Marlow et distribué par Rock Paradise avec Teen Kats, Hot Chickens, Graziella de Michele, Nelson Carrera)
- 2011 :  Sound Sweat Smoke Since 1996 (produit et distribué par Chiken Records, compilation 3 CD autour du bar rock l'Oxford Café à Béthune qui fête ses 15 ans de concert avec 61 groupes, 63 titres : blues, rockabilly, pub rock, blues rock et rock 'n' roll)